# Globoppia intermedia
Globoppia intermedia är en kvalsterart som beskrevs av Hammer 1962. Globoppia intermedia ingår i släktet Globoppia och familjen Oppiidae.

## Underarter
Arten delas in i följande underarter:
- G. i. intermedia
- G. i. longiseta